# Balkantoornslang
De balkantoornslang (Hierophis gemonensis) is een niet-giftige slang uit de familie toornslangachtigen en de onderfamilie Colubrinae.

## Naam en indeling
De wetenschappelijke naam van de soort werd voor het eerst voorgesteld door Josephus Nicolaus Laurenti in 1768. Oorspronkelijk werd de wetenschappelijke naam Natrix gemonensis gebruikt. Later werd de soort tot het geslacht toornslangen (Coluber) gerekend, waardoor deze nog weleens opduikt in de literatuur.

## Uiterlijke kenmerken
De lichaamslengte is ongeveer een meter, met uitschieters tot 1,2 meter. De kleur is meestal zwart met een witte tot gele streep- of vlekjestekening die halverwege het lichaam wegvalt in een egale bruin-zwarte kleur. Sommige exemplaren hebben een wat aftekende vlekkentekening die zelfs wit als basiskleur met zwarte vlekken kan hebben en overgaat in een lengtestreep en bij de staartpunt bruin of geel wordt. Luipaardtekeningen en geheel bruine exemplaren komen echter ook voor waardoor de balkantoornslang erg moeilijk te onderscheiden is van geslachtsgenoten, en ook de staartpunt is zoals bij wel meer soorten erg langgerekt en lijkt op een zweep.

## Levenswijze
Het voedsel bestaat uit kleine zoogdieren, nestjonge vogels, hagedissen en insecten. Ook jonge exemplaren van de scheltopusik(Pseudopus apodus) vormen een bron van voedsel voor de slang. Vanwege de geringe lichaamslengte van rond een meter worden verhoudingsgewijs kleinere prooien gegeten in vergelijking met andere toornslangen.

## Verspreiding en habitat
Deze slang komt voor in Europa, maar alleen in de oostelijke Adriatische kust en in Griekenland inclusief de meeste grotere eilanden. De habitat bestaat uit dichtbegroeide gebieden als bossen en grote struiken maar de mens wordt niet geschuwd en de slang komt vaak voor in wijngaarden en plantenkwekerijen. Het is een dagactieve soort die zich 's nachts verstopt in een struik of boom, en overdag kruipend jaagt op de bodem. De soort is aangetroffen van zeeniveau tot op een hoogte van ongeveer 1400 meter boven zeeniveau.

## Bedreiging en bescherming
De balkantoornslang wordt bedreigd door de vernietiging van de leefgebieden in de streken waar ze voorkomen, onder andere door het platbranden van bossen voor landschapswinning, maar ook worden ze onterecht als giftig gezien waardoor er jaarlijks vele worden doodgeslagen.
Door de internationale natuurbeschermingsorganisatie IUCN is de beschermingsstatus 'veilig' toegewezen (Least Concern of LC).